# Jan Kramer (roeier)
Jan Korver Kramer (Utrecht, 16 februari 1913 - Den Haag, 10 februari 1997) was een Nederlands roeier. Hij nam eenmaal deel aan de Olympische Spelen, maar won bij die gelegenheid geen medailles.
In 1936 nam hij op 27-jarige leeftijd deel aan de Spelen van Berlijn. Hij kwam hierbij uit met Willem Jens op het roeionderdeel twee zonder stuurman. De roeiwedstrijden werden gehouden bij een kano- en roeibaar bij Grünau. Deze baan was 2000 meter lang en was dusdanig breed om zes boten tegelijkertijd te laten starten. De Nederlandse boot kwalificeerde zich via 7.48,0 in de series voor de halve finale. Daar werden ze uitgeschakeld met een tweede tijd van 9.25,4
In zijn actieve tijd was hij aangesloten bij de Amsterdamse roeivereniging De Hoop.

## Palmares

### roeien (twee zonder stuurman)
- 1972: 2e ½ fin. OS - 9.25,4

Willem Jens · 
Jan Kramer